# Хесус Сагредо
Хесус Сагредо (ісп. Jesús Sagredo, нар. 10 березня 1994, Санта-Крус-де-ла-Сьєрра) — болівійський футболіст, захисник клубу «Болівар» та національної збірної Болівії. Виступав, зокрема, за клуб «Блумінг».

## Клубна кар'єра
Хесус Сагредо народився 1994 року в місті Санта-Крус-де-ла-Сьєрра. У дорослому футболі дебютував 2014 року виступами за команду «Блумінг», в якій грав до 2020 року, взявши участь у 63 матчах чемпіонату. У 2021 році футболіст грав у складі клубу «Зе Стронгест», а в 2022 році захищав кольори клубу «Блумінг».
У 2023 році Хесус Сагредо став гравцем клубу «Болівар». Станом на жовтень 2024 року відіграв за команду з Ла-Паса 27 матчів в національному чемпіонаті.

## Виступи за збірну
У 2020 році Хесус Сагредо дебютував у складі національної збірної Болівії. У складі збірної був учасником розіграшу Кубка Америки 2024 року у США. Станом на кінець жовтня 2024 року зіграв у складі національної збірної 12 матчів, у яких забитими м'ячами не відзначився.

## Особисте життя
Братом Хесуса Сагредо є інший гравець національної збірної Болівії Хосе Сагредо.